# بربخ (تشريح)
البربخ هو أنبوب ضيق يربط الخصية بالأسهر في الجهاز التناسلي الذكري. يتواجد في جميع الزواحف والطيور والثدييات. في البشر البالغين، يكون على شكل أنبوب ضيق دقيق ملفوف بإحكام، يبلغ طوله من 6 إلى 7 أمتار (20 إلى 23 قدمًا)، يربط القنوات الصادرة من مؤخرة كل خصية إلى الأسهر.

## المناطق
يقسم البربخ إلى ثلاثة مناطق رئيسية:
- الرأس: ويقع على مقدم الخصية
- الجسم: ويستقر على الحافة العلوية للخصية
- الذنب: ويقع أمام الخصية الخلفية ويرتبط بها برباط ليفي.

## دوره في التخزين والقذف
يتم تخزين الحيوانات المنوية في البربخ حتى قذفها، وتقوم كريات الدم البيضاء بتنظيفه من الحيوانات الميتة وبقاياها. بالإضافة إلى ذاك، يُفرز البربخ بيئة داخل اللمعة لتثبط حركة الحيوانات المنوية حتى القذف.
أثناء القذف، يتدفق السائل المنوي من البربخ (الذي يعمل كخزان لتخزين الحيوانات المنوية) إلى الأسهر حيث يتم دفعه من خلال الحركة الدودية لطبقات العضلات في جدار الأسهر، ويتم مزجه مع سوائل البروستاتا، والحويصلات المنوية، والغدد المساعدة الأخرى قبل القذف (لتشكيل السائل المنوي).

### الدفاعات المضادة للأكسدة
أثناء عبورها عبر البربخ تخضع الحيوانات المنوية لسلسلة من التحولات استعدادًا لمهمتها النهائية المتمثلة في تخصيب البويضة، من أجل حماية الحيوانات المنوية أثناء مرورها عبر البربخ تنتج الظهارة البربخية مجموعة متنوعة من البروتينات المضادة للأكسدة التي تساعد على حماية الحيوانات المنوية من الأكسدة، تشتمل البروتينات المضادة للأكسدة المنتجة على الكاتلاز  والجلوتاثيون بيروكسيديز والجلوتاثيون- إس- ترانسفيراز وبيروكسيريدوكسين وديسموتازات الأكسيد الفائق،   القصور في توافر هذه البروتينات المضادة للأكسدة تقلل من جودة الحيوانات المنوية  اللازمة للحركة  لتخصيب البويضات،  من خلال التأثير على مجموعة متنوعة من البروتينات  ، يؤدي انخفاض نشاط مضادات الأكسدة أيضًا إلى زيادة الضرر التأكسدي للحمض النووي للحيوانات المنوية.

## أمراض البربخ
التهاب البربخ: وهو عبارة عن ضيق في الأوردة القادمة من الخصية ويظهر وكأنه متضخم.

## أهمية سريرية
الالتهاب:
يسمى التهاب البربخ بالتهاب البربخ. وهو أكثر شيوعًا من التهاب الخصيتين.
الإزالة الجراحية
بضع البربخ هو وضع شق في البربخ ويعتبر أحيانًا خيارًا لعلاج التهاب البربخ القيحي الحاد. استئصال البربخ هو الاستئصال الجراحي للبربخ الذي يتم إجراؤه أحيانًا لمتلازمة ألم ما بعد استئصال الأسهر وللحالات الحرارية من التهاب البربخ.

## صور إضافية

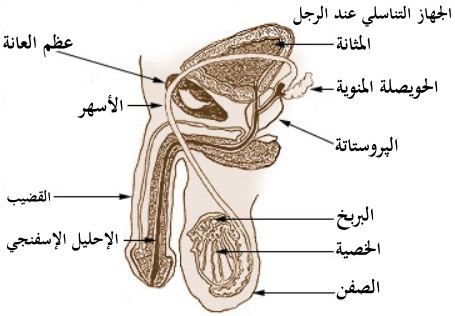
الجهاز التناسلي الذكري.
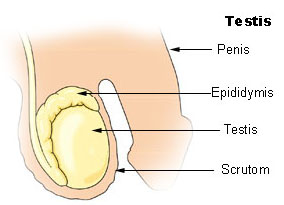
الخصيتان.
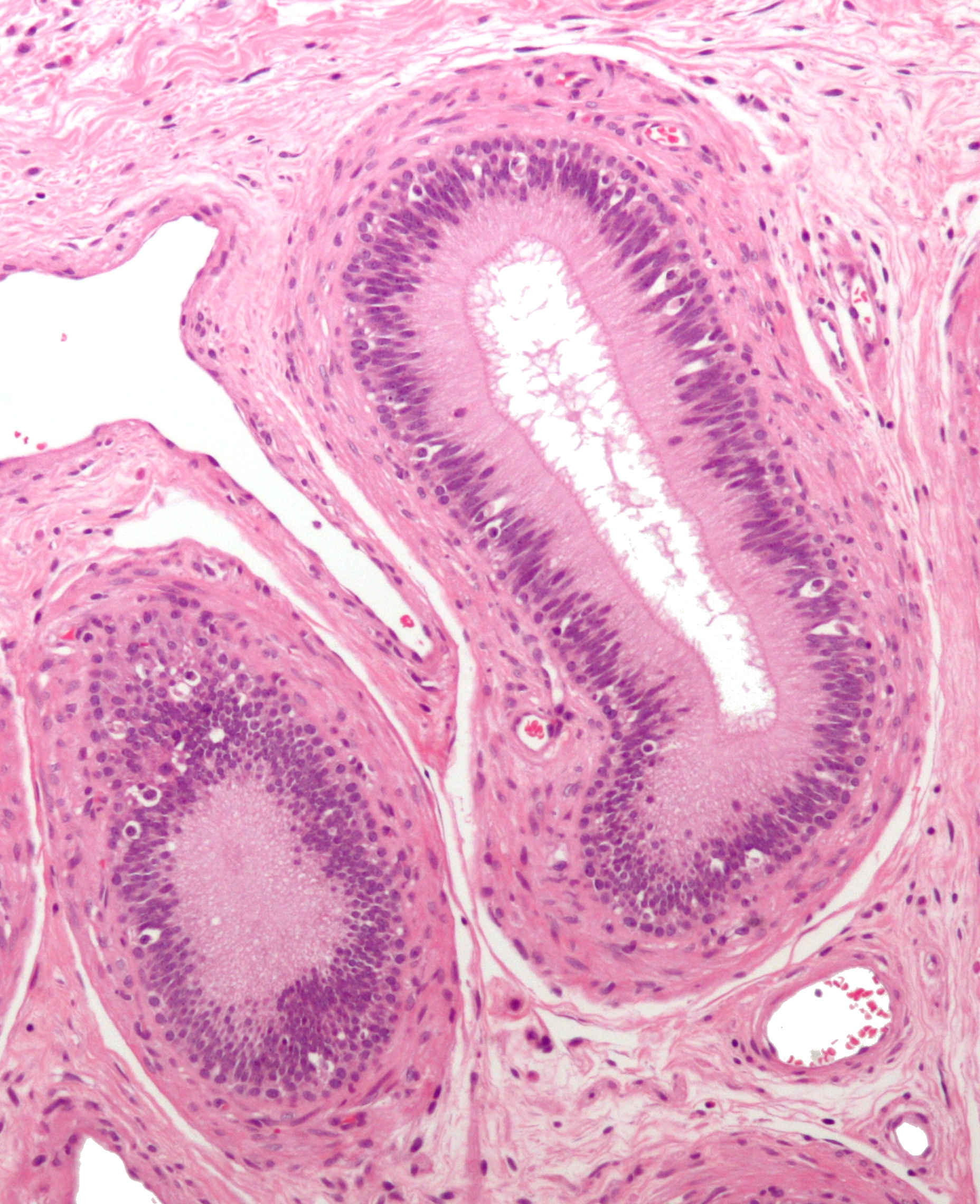
صورة مجهرية للبربخ - صبغة الهيماتوكسيلين واليوزين